# Rhabderemia antarctica
Rhabderemia antarctica är en svampdjursart som beskrevs av van Soest och Hooper 1993. Rhabderemia antarctica ingår i släktet Rhabderemia och familjen Rhabderemiidae. Inga underarter finns listade i Catalogue of Life.